# Orchestre philharmonique de Belgrade
L'Orchestre philharmonique de Belgrade (en serbe : Београдска филхармонија) est un orchestre situé à Belgrade, en Serbie. Il est régulièrement considéré comme l'un des meilleurs du pays. 

## Histoire
l'Orchestre philharmonique de Belgrade a été fondé en 1923. Son fondateur, premier directeur et chef d'orchestre était Stevan Hristić, l'un des compositeurs et chefs d'orchestre serbes les plus importants. 
Le concert d'inauguration de l'Orchestre philharmonique de Belgrade a eu lieu le 28 avril 1923 sous la direction du maestro Hristić. 
Avec une augmentation constante de la popularité de la musique fine en Serbie, l'orchestre et son programme se sont élargis au fil des ans pour atteindre un niveau exceptionnel de performance musicale atteignant son apogée dans les années 1960. Le Belgrade Philharmonic était classé cinquième meilleur orchestre européen par des experts internationaux, à l'époque où il était dirigé par Živojin Zdravković. 
La chute de la renommée de l'orchestre s'est produite dans les années 1990. En raison des guerres civiles en Yougoslavie, l'orchestre philharmonique de Belgrade a été interdit de jouer internationalement pendant un certain temps. En conséquence, de nombreux musiciens ont quitté l'orchestre. Sans financement, l'orchestre jouait rarement. 
Après 2000, l'orchestre a été complètement relancé. Il a d'abord visité la Slovénie, l'Autriche, l'Italie et la Suède. Les jeunes musiciens, formés en dehors de la Serbie dans des centres de musiciens spécialisés, sont arrivés au Belgrade Philharmonic, créant une nouvelle image de l'Orchestre, avec une moyenne d'âge de seulement 28 ans. En 2001, le directeur général de l'Orchestre est devenu Ivan Tasovac, qui est resté à ce poste jusqu'à ce qu'il devienne ministre de la Culture dix ans plus tard. 
En 2004, la salle de spectacle de Belgrade a été entièrement reconstruite et modernisée pour répondre aux nouveaux besoins de l'orchestre; La salle a un total de 201 sièges. La plupart des concerts, par tradition, ont lieu dans la salle de la dotation Ilija M. Kolarac, tandis que la "salle centrale" est utilisée pour des événements spéciaux. La Fondation philharmonique de Belgrade a été créée en 2004 pour améliorer la situation financière de l'orchestre grâce au parrainage et à la coopération. La fondation a été un succès et tout l'orchestre a renouvelé ses instruments en 2005.   

## Chefs d'orchestre
L'orchestre a été dirigé par des chefs éminents comme Lovro Matacic, Oskar Danon, Mihajlo Vukdragović, Kresimir Baranovič, Živojin Zdravkovic, Angel Šurev, Anton Kolar, Horst Ferster, Jovan Šajnovič, Vassili Sinaïski, Emil Tabakov, Uroš lajovic, Dorian Wilson et, de septembre 2010 à juin 2015, Muhai Tang.

## Artistes invités
Un grand nombre de chefs d'orchestre et de solistes renommés ont fait partie de l'orchestre, notamment Rafael Kubelík, Malcolm Sargent, Colin Davis, André Navarra, Karl Böhm, Leopold Stokowski, Kirill  Kondrachine, Guennadi Rojdestvenski, Lorin Maazel, Aaron Copland, Zubin Mehta, Yehudi Menuhin, David Oïstrakh, Isaac Stern, Henrik Schering, Leonid Kogan, Mstislav   Rostropovitch, Julian Lloyd Webber, Arthur Rubinstein, Sviatoslav Richter, Emil Gilels, Bruno Brun, Milenko Stefanović, Ernest Ačkun, Ante Grgin, Božidar Milošević, Radmila Bakocevic, Biserka Cvejić, Miroslav Čangalović, Dušan Trbojević, Rudolf Kempf, Gidon Kremer, Ivo Pogorelić, Tatjana Olujić, Gustav Kuhn, Iván   Fischer, Vladimir Kraïnev, Maxime Venguerov, Julian Rachlin, Valeri Afanassiev, Dorian Wilson, Nigel Kennedy, Sarah Chang et Muhai Tang.